# ゴラン高原
座標: 北緯32度58分54秒 東経35度44分58秒 / 北緯32.98167度 東経35.74944度

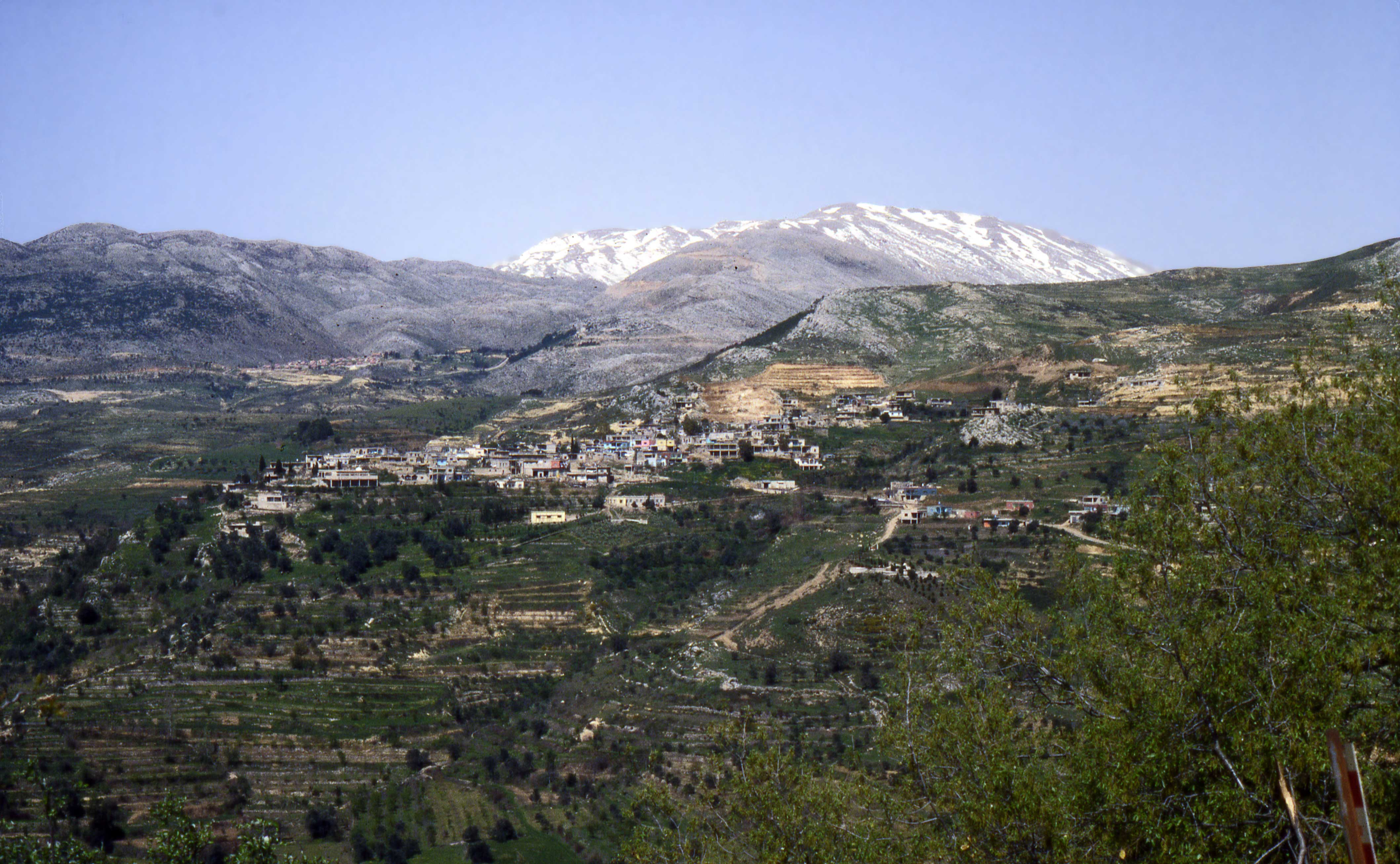
ゴラン高原（ヘルモン山付近、1978年）。ドルーズ派住民の入植村の遠景。

ゴラン高原（ゴランこうげん、アラビア語: هضبة الجولان, Haḍbat al-Jawlān, ハドバト・アル＝ジャウラーン、مرتفعات الجولان, Murtafaʿāt al-Jawlān, ムルタファアート・アル＝ジャウラーン、ヘブライ語: רמת הגולן, Ramat HaGolan、英語: Golan Heights）は、シリア南西端に位置する岩場の高原。イスラエル、レバノン、ヨルダンおよびシリアの国境が接する。
以前はシリア高原と呼称されていた。1967年以降はイスラエルが実効支配しているが、シリアおよび国際連合を含む国際社会は、同高原をシリアに帰属するアル・クナイティラの施政区域（クネイトラ県）の一部であるとしている。
2024年時点で、当事国であるイスラエルとアメリカ合衆国を除く全ての国際連合加盟国は同地がイスラエル領であることを認めておらず、国連安保理決議497では「イスラエルの併合は国際法に対して無効である」旨が採択されている。
1967年から1981年まではイスラエル国防軍（IDF）による軍政下に置かれていたが、2024年現在はイスラエルによるゴラン高原法によって民政下に置かれている。

## 名称
アラビア語名称はアル＝ジャウラーン（アラビア語：اَلْجَوْلَان, 文語アラビア語発音：al-Jawlānないしはal-Jaulān）。口語的アラビア語発音に依拠した表記としてはal-Joulān（アル＝ジョウラーン/アル＝ジューラーン）, al-Jolān（アル＝ジョーラーン）, al-Julān（アル＝ジューラーン）などがある。 
文語アラビア語で [d͡ʒ] と発音されるアラビア語名称語頭の J（ج, ジーム）はヘブライ語では  [ɡ] と発音されるギメル（ג）に対応しており、ヘブライ語発音から長母音を抜くなどしたものが日本語名称でもあるゴランというカタカナ表記にあたる。

## 地理
高原北部のヘルモン山は冠雪し、イスラエル支配地域で唯一のスキーリゾートがある。雪解け水は南のガリラヤ湖の水源の一つとなっており、イスラエルとしては植生も多い。北西部にはナハル・ヘルモン自然保護区が設けられている。

## 歴史
1946年のシリア第一共和国の独立以来シリア領であったゴラン高原は、1967年の第三次中東戦争においてシリアの砲台があるという理由で、イスラエルによって総面積約1,800平方キロメートルのうち約7割が占領された。1973年の第四次中東戦争では奪還を試みたシリア軍の攻撃を退け、1981年にイスラエルが同地の併合を宣言した。
1974年5月31日には、国連安保理決議350に基づき、シリアのイスラエル占領下地域と、それ以外の地域の間に非武装緩衝地帯（DMZ）を設ける兵力引き離し協定が結ばれ、国際連合によってPKO・国連兵力引き離し監視隊（UNDOF）が設立された。UNDOFは、停戦合意の実施を監視し、2024年7月31日現在で1,180名の国連平和維持部隊と134名の文民が平和維持活動に従事している。日本も1996年から自衛隊を派遣していたが、シリア内戦による情勢の悪化に伴い2013年に撤退している（「自衛隊ゴラン高原派遣」参照）。 
2018年5月、シリア内戦においてバッシャール・アル＝アサド政権を支援して介入したイラン革命防衛隊とその支援を受けるヒズボラがゴラン高原を攻撃し、イスラエルが反撃した。これに対して、8月にはアサド政権を支援する一方でイスラエルとの関係も重視するロシア連邦が憲兵隊によるゴラン高原のパトロールを開始するなど、両者の衝突を防ぐ態勢をとった。 
2019年3月21日、アメリカ合衆国のドナルド・トランプ大統領が、ゴラン高原の主権はイスラエルにあると認めるべきだとする見解を表明し、25日には同地におけるイスラエルの主権を認める宣言に署名した。これに対し、アラブ連盟はアメリカによる承認を非難するコミュニケを発表した。国際連合や日本などは引き続きイスラエルの主権を認めていない。6月16日にはイスラエルがゴラン高原の新たな入植地を『トランプ高原』と命名するなど、イスラエルによる実効支配は一段と強まっているとされる。 
2024年12月7日、イスラエルのベンヤミン・ネタニヤフ首相はシリアにおけるアサド政権の崩壊を受けて、IDFに対してゴラン高原におけるDMZへの侵入をIDFに対して指示した。ネタニヤフ首相は、1974年の兵力引き離し協定は「崩壊した」と主張し、DMZにおけるシリア陣地への侵入は「適切な取り決めが見つかるまでの一時的な防衛態勢」であるとしている。同日にはイスラエルは緩衝地帯にあるヘルモン山を占領し、12月13日、イスラエルのイスラエル・カッツ国防相は現地で「51年ぶりにイスラエルの支配下に戻った」と主張した。カッツ国防省はIDFに対し、ヘルモン山頂における冬季駐留を指示しており、占領の長期化の可能性が指摘されている。
イスラエルによるDMZへの侵入に対して、国連のステファン・ドゥジャリク事務総長報道官は「停戦協定違反だ」と批判しているほか、アントニオ・グテーレス事務総長は「シリアの主権と領土保全に対する、このところの広範な侵害行為を深く懸念している」と声明を出し、IDFの撤兵を求めている。
12月15日、ネタニヤフ政権はゴラン高原の入植拡大を承認し、ユダヤ人入植者を現状の2万人から倍増させる計画を示した。イスラエルのネタニヤフ首相は、ゴラン高原について「永遠にイスラエルの一部だ」としている。

## 帰属問題と紛争
シリア系住民はイスラエルとシリアの戦争で約10万人がゴラン高原を離れ、2024年時点ではアラブ系住民約2万人のほか、イスラエルからのユダヤ人入植者約25,000人が居住している。1970年代以降、イスラエルはユダヤ人入植地を建設しており、イスラエル政府は今後30年間でユダヤ人人口を10倍の25万人へ増やす目標を掲げている。1981年の法律でイスラエルは第三次中東戦争以降も同地に留まるシリア人にイスラエルの市民権を与えた。イスラエル国内での就職や国外渡航の制約が少ないイスラエル国籍を取得するシリア系住民もいる。一部のユダヤ人およびシオニスト組織はゴラン高原を「自由なユダヤ人の土地」であるとしているが、この見解は現在のイスラエル政府の見解とは反し、また国際的にほとんど支持されていない。
シリアとイスラエルは現在もゴラン高原の領有権を争っているが、第四次中東戦争停戦後の1974年以来、大規模な武力対決を行っていない。同地ではUNDOFが両国軍を引き離しているほか、シリアとイスラエルの支配地域はフェンスで遮断されている。ゴラン高原の戦略的および水源地としての大きな価値は、両国の交渉が不確かであることを意味している。
レバノンはヘルモン山の領域にあるドヴ山のシェバ農場として知られる地域の割譲を要求しており、シリアの公式見解は農場はレバノン領であるとしている。一方で、レバノンからイスラエル軍の撤退を確認するために2000年に派遣された国連のチームは、ゴラン高原の一部としての農場がシリア領と同一であることを間接的に保証している。

## コミュニティ
ゴラン高原には多くのドルーズ派およびチェルケス人の集落が存在する。
イスラエルから見ると、ガリラヤ地方の北東に位置し、行政面では北部地区の一部とされている。イスラエル人の入植地は1970年代にカツリンの町が建設されたことに始まり、多くのキブツおよびモシャブが建設された。イスラエル以外の国はゴラン高原でのその居留地の合法性を認めていないが、ゴラン高原には諸外国からイスラエル経由で年間約300万人の観光客が訪れ、名産となったワインは日本を含む約30か国にイスラエルから輸出されている。最初のワイナリーが建設されたのは1983年で、2021年時点では10に増えている。
シリアはゴラン高原をクネイトラ県の管轄内としており、その県都クネイトラも第三次・第四次中東戦争の間はイスラエル占領下にあった。シリアの手に戻った現在も廃墟のまま保存されている。